# (474110) 2016 LL28
(474110) 2016 LL28 es un asteroide perteneciente al cinturón de asteroides, descubierto el 26 de enero de 2010 por Wide-field Infrared Survey Explorer desde el telescopio espacial Wide-Field Infrared Survey Explorer (WISE), Estados Unidos.

## Designación y nombre
Designado provisionalmente como 2016 LL28.

## Características orbitales
2016 LL28 está situado a una distancia media del Sol de 3,161 ua, pudiendo alejarse hasta 3,795 ua y acercarse hasta 2,528 ua. Su excentricidad es 0,200 y la inclinación orbital 25,08 grados. Emplea 2053 días en completar una órbita alrededor del Sol.

## Características físicas
La magnitud absoluta de 2016 LL28 es 16. Tiene 3,623 km de diámetro y su albedo se estima en 0,162.